# Saxophone Colossus
Saxophone Colossus ist ein Jazz-Album von Sonny Rollins, das 1956 erschien und als das Meisterstück seiner Arbeit für das Prestige-Label gilt. 
Das Album gilt als Meilenstein in der Geschichte des Jazz; es präsentiert Rollins’ virtuoses Saxophonspiel und seine einzigartige Herangehensweise an Improvisation. Saxophone Colossus war eines der ersten Alben, das die Bedeutung des Saxophons als Soloinstrument im Jazz hervorhob. Rollins' Spieltechnik und sein melodischer Stil beeinflussten zahlreiche nachfolgende Saxophonisten.

## Die Musik des Albums
Auf dem Album sind fünf Stücke zu hören, von denen drei Rollins zugeschrieben werden. St. Thomas ist ein vom  Calypso inspiriertes Stück, benannt nach der Insel Saint Thomas auf den Jungferninseln, von der seine Mutter stammte. Die Komposition erschien bereits 1955 unter dem Namen Fire Down There. In den Liner Notes zum Box Set The Complete Prestige Recordings stellt Rollins klar, dass Prestige darauf bestand, das traditionelle Stück unter seinem Namen zu veröffentlichen. Diese Aufnahme von Rollins gilt Allmusic zufolge als definitiv.
You Don’t Know What Love Is ist eine Ballade von Don Raye und Gene De Paul in einer unverwechselbaren, düsteren Bearbeitung durch Rollins. Strode Rode ist eine schnelle Hard-Bop-Nummer, bemerkenswert für sein Staccato-Thema und ein kurzes, schwungvolles Duet zwischen Rollins und Doug Watkins am Bass. Das Stück ist nach dem Strode Hotel in Chicago benannt, ein Tribut an den Trompeter Freddie Webster, der dort 1947 starb.
Die zweite Seite der originalen LP besteht aus zwei längeren Titeln in b-Moll. Moritat ist ein Standard aus Bertolt Brechts und Kurt Weills Dreigroschenoper, besser bekannt als Die Moritat von Mackie Messer. Wie die Liner Notes betonen, war zur Zeit der Aufnahme des Albums die Dreigroschenoper überaus populär. Rollins Version ist düster, aber lebensfroh gehalten und unterscheidet sich von den damaligen Interpretationen anderer Musiker, die häufig frivoler und exaltierter waren. Der letzte Titel des Albums, Blue 7, ist ein Blues, über elf Minuten lang.
Die Platte wurde am 22. Juni 1956 von Rudy Van Gelder aufgenommen. Eine remasterte Version wurde 1999 veröffentlicht, bei der keine weiteren Stücke zugefügt wurden. Eine weitere remasterte Version wurde 2006 veröffentlicht, diesmal von Van Gelder bearbeitet.
Der in mehrfacher Hinsicht überaus passende Titel des Albums stammt von Werbeleiter von Prestige Records, Robert Altshuler.

## Rezeption
- Der Zeitschrift Rondo zufolge ist das Album eines der „Meilensteine des Jazz“.[5]
- Die Musikzeitschrift Jazzwise platzierte Saxophone Colossus 2006 auf Platz 5 ihrer Liste The 100 Jazz Albums That Shook the World.[6]
- Das Magazin Rolling Stone wählte das Album 2013 in seiner Liste Die 100 besten Jazz-Alben auf Platz 45.[7]
- 2017 wurde das Album in die National Recording Registry aufgenommen.[8]

## Titelliste
Seite 1
1. St. Thomas (Sonny Rollins)  – 6:49
2. You Don’t Know What Love Is (Gene de Paul, Don Raye) – 6:31
3. Strode Rode (Rollins) – 5:17
Seite 2
4. Moritat (Bertolt Brecht, Kurt Weill) – 10:06
5. Blue Seven (Rollins) – 11:18